# Peng Dehuai
Peng Dehuai (ur. 24 października 1898, zm. 29 listopada 1974) – chiński dowódca wojskowy i polityk komunistyczny, marszałek ChRL.
Początkowo żołnierz armii Kuomintangu, a po buncie przeciwko polityce Czang Kaj-szeka i wstąpieniu w 1928 roku do Komunistycznej Partii Chin – Chińskiej Armii Ludowo-Wyzwoleńczej. Jeden z głównych dowódców sił komunistycznych podczas wojny z Japonią i wojny domowej z lat 1946–1949.
Podczas wojny koreańskiej dowódca Chińskich Ochotników Ludowych. Pełnił funkcję ministra obrony i wicepremiera, a od 1954 roku wchodził w skład Biura Politycznego Komitetu Centralnego Komunistycznej Partii Chin. Zwolennik rozbudowy i unowocześnienia chińskiej armii, w oparciu o wzorce radzieckie. W 1955 roku został mianowany jednym z dziesięciu marszałków ChRL.
Usunięty ze wszystkich zajmowanych stanowisk w 1959 roku za krytykę „wielkiego skoku”. Po rozpoczęciu rewolucji kulturalnej szkalowany przez hunwejbinów i tymczasowo aresztowany. Stopniowo stan jego zdrowia pogarszał się; zmarł w 1974. Zrehabilitowany pośmiertnie 22 grudnia 1978 roku.

## Życiorys

### Młodość

#### Dzieciństwo
Urodził się w 1898 roku w miejscowości Shixiang w Hunan. Przy narodzinach nadano mu imię Dehua. Rodzina Penga mieszkała w chacie ze strzechą ze słomy i posiadała około 1,5 hektara nawadnianych gruntów rolnych. Rodzina Penga uprawiała na swojej ziemi słodkie ziemniaki, herbatę, bawełnę, bambus i różne warzywa. Gospodarz dorabiał również prowadzając sklep. Peng mieszkał w rodzinnym domu wraz z trzema braćmi, rodzicami, babcią i wujkiem. Sędziwy wujek był niegdyś aktywnym uczestnikiem życia politycznego i aktywistą. W przeszłości wziął udział w powstaniu tajpingów i opowiadał młodemu Pengowi o ideałach powstańców (ziemia powinna być podzielona równo, kobiety nie powinny wiązać nóg i każdy powinien mieć dostęp do wystarczającej ilości żywności). Peng w późniejszym życiu zawsze podkreślał swoje chłopskie pochodzenie klasowe.
W latach 1905–1907 uczęszczał do tradycyjnej konfucjańskiej szkoły podstawowej. W 1908 roku zmienił szkołę na świecką, z której jednak musiał zrezygnować w wieku dziewięciu lat. Rezygnacja wynikała z pogarszającej się sytuacji rodziny spowodowanej suszą. Matka Penga zmarła w 1905 roku, a sześciomiesięczny brat Penga zmarł z głodu. Ojciec został zmuszony do sprzedaży lub zastawienia większości swoich gruntów w celu kupna żywności. Peng wraz z braćmi został wysłany na żebry w rodzinnej wiosce. Już w 1908 roku rozpoczął pierwszą pracę pomagając w hodowli bawołów.
Peng opuścił dom rodzinny po śmierci wujka w 1911 roku. Wyjechał do Xiangtan, gdzie zaciągnął się do pracy w kopalni. Wraz z innymi górnikami pracował po trzynaście godzin dziennie za wynagrodzenie w postaci dziewięciu juanów miesięcznie. W 1912 roku, krótko po utworzeniu Republiki Chińskiej, kopalnia zbankrutowała, a właściciele uciekli kradnąc połowę rocznych zarobków Penga. W tym samym roku wrócił do domu i podjął szereg pracy. W 1913 roku, po kolejnej fali suszy, wziął udział w demonstracjach, które przerodziły się w zajęcie magazynu zboża i redystrybucje ziarna pośród chłopów. Po próbie aresztowania uciekł na północ prowincji Hunan, gdzie przez dwa lata pracował jako robotnik budowlany stawiając zaporę. Kiedy zapora została ukończona w 1916 roku, Peng zakładając, że nie grozi mu już aresztowanie, powrócił do domu. Na miejscu dołączył do wojsk lokalnego watażki Tanga Xiangminga, pozostającego w sojuszu z Kuomintangiem (KMT).

#### Początek kariery wojskowej
W wojsku początkowo zarabiał miesięcznie 5,5 juana, z czego 2 juany wysyłał rodzinie. W ciągu siedmiu miesięcy awansował, zwiększając swoje zarobki do 6 juanów (3 juany wysyłał rodzinie). Jednym z oficerów stojących nad Pengiem był idealistycznie nastawiony nacjonalista, który wcześniej uczestniczył w rewolucji Xinhai 1911 roku. Oficer ten wpłynął na Penga i skłonił go do sympatyzowania z reformami społecznymi oraz zjednoczeniem narodowym postulowanym przez KMT. Po wybuchu kolejnej wojny domowej w 1917 roku, pułk do którego należał, zjednoczył się z siłami Sun Jat-sena i Tana Yankaia z KMT w celu zlikwidowania wojsk militarysty Wu Peifu. W trakcie kampanii Peng ukończył szkolenie z zakresu taktyki. W lipcu 1918 roku został schwytany podczas misji zwiadowczej za liniami wroga, lecz zwolniono go z niewoli po dwóch tygodniach. W kwietniu 1919 roku został awansowany na starszego sierżanta. W lipcu 1920 roku wojska Tanga Shenghzi, który stał się przełożonym Penga, zdobyły miasto Changsha, stolicę prowincji.
Peng wziął udział w nieudanym buncie żołnierzy domagających się podwyżek. Bunt okazał się porażką, jednak sam Peng został ułaskawiony przez dowódców. W sierpniu 1921 roku otrzymał awans do stopnia podporucznika, a kilka tygodni później został dowódcą kompanii. W trakcie stacjonowania w jednej z wiosek założył stowarzyszenie pomocy biedocie, którego celem była pomóc i organizacja biednych mieszkańców uciskanych przez miejscowego właściciela ziemskiego. Kiedy działalność stowarzyszenia nie odniosła rezultatów, Peng nakazał swoim żołnierzom aresztować właściciela i stracić go. Peng został za to ukarany przez przełożonych. Choć nie zdegradowano ani nie przeniesiono go, Peng zaczął poważnie myśleć o opuszczeniu służby w oddziałach militarysty. W lutym 1922 roku po złożeniu wniosku o przedłużenie bezpłatnego urlopu, wraz z kilkoma innymi oficerami udał się do prowincji Guangdong celem podjęcia służby w armii KMT.
Pierwsze zetknięcie się z wojskiem Kuomintangu w 1922 roku było dla Penga nieudane. Opuścił region celem osiedlenia się w Hunan i rozpoczęcia pracy rolnika. Powrócił do rodzinnej wsi przez Szanghaj. Przez trzy miesiące pracował na roli wraz z ojcem. Obydwaj pracowali na gruntach kupionych przez ojca Penga za wysłane przez niego pieniądze. Ponownie opuścił miejscowość po tym, gdy dawny towarzysz z armii zasugerował mu udanie się do Akademii Wojskowej Hunan. Peng został dopuszczony do edukacji w Akademii w sierpniu 1922 roku. Wtedy użył po raz pierwszy imienia Dehuai. W sierpniu 1923 roku po dziewięciu miesiącach nauki ukończył uczelnię i powrócił do starego pułku w randze kapitana. W kwietniu 1924 roku został dowódcą batalionu. Po zajęciu prowincji przez KMT, armia Hunan została zreorganizowana, a Peng awansowany do stopnia majora oddziałów KMT – Narodowej Armii Rewolucyjnej. On sam w 1925 roku dołączył do Kuomintangu, gdzie po raz pierwszy usłyszał o działalności Komunistycznej Partii Chin (w tamtych czasach była ona sojusznikiem KMT).

#### Służba w armii KMT
W okresie od lipca 1926 do marca 1927 Peng walczył w kampanii hunańskiej. Uczestniczył w zdobyciu Czangshy i Wuhanu z rąk militarystów (ekspedycja północna). Pod dowództwem generała Ho Chiena starł się w bitwie pod Fentgai z siłami Wu Peifa. Bitwa zakończyła się zdecydowanym zwycięstwem Kuomintangu. Gdy w 1927 roku Wang Jingwei próbował utworzyć lewicowy rząd opozycyjny względem Czang Kaj-szeka, Peng opowiedział się za partyjną lewicą, dlatego dzięki protekcji lewicowych oficerów został podpułkownikiem. W tym samym roku kilkukrotnie na prośbę starych przyjaciół działających w partii komunistycznych wziął udział w spotkaniach środowisk komunistycznych. Pod ich wpływem zaczął studiować podstawowe teorie komunistyczne i w lutym 1928 roku potajemnie wstąpił do partii komunistycznej (pozostając nadal członkiem KMT).
W lutym 1928 roku został awansowany do stopnia pułkownika. Po przejściu jego przełożonych na stronę Czanga, został on odesłany na górzyste obszary Pingjiang celem likwidacji lokalnych grup komunistycznej partyzantki, które uciekły na ten obszar po masakrze szanghajskiej z ubiegłego roku. Peng jako członek KPCh zaczął organizować lokalne oddziały partii komunistycznej i uchylał się od walki z partyzantami, podejmując współpracę z miejscowymi liderami bojówek. 18 lipca 1928 roku wydał oświadczenie, w którym oficjalnie przeszedł na stronę komunistycznej Armii Czerwonej.
22 lipca 1928 roku siły Penga w liczbie około 20 000 żołnierzy zajęły Pingjiang, dokonując następnie aresztowań około 100 właścicieli ziemskich i lokalnych dowódców milicji. 23 lipca Peng ogłosił utworzenie Rządu Radzieckiego Prowincji Hunan formalnie podporządkowując się Mao Zedongowi i Zhu De. Już 29 lipca siły Czanga zaatakowały komunistów Penga zadając im ciężkie straty. Do września siły Penga wycofały się w góry, pozostawiając w Pingjiang jedynie kilkuset ludzi. W październiku wraz z żołnierzami porzucił bazę i połączył się z oddziałami Mao i Zhu w górach Jinggang. Kilku podwładnych Penga zostało w późniejszym czasie ważnymi dowódcami chińskiej Armii Czerwonej, w tej liczbie znaleźli się generałowie Huang Kecheng i Peng Shaohui.

### Dowódca Armii Czerwonej

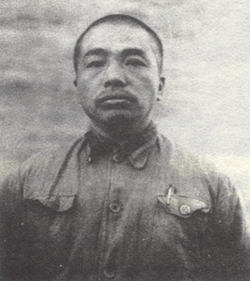
Peng jako dowódca chińskiej Armii Czerwonej

Po dotarciu do Jinggang stanął na czele wojsk komunistów, które złamały okrążenie KMT. Swoją bazę utworzył w pobliżu rolniczej miejscowości Ruijin, z której musiał się wycofać po ataku 25 tysięcy żołnierzy KMT. Zhu i Mao skrytykowali go za decyzję o ucieczce. Peng powrócił do regionu jeszcze w tym samym roku, odbijając obszar z rąk KMT. W połowie 1929 roku siły Penga połączyły się z dwiema lokalnymi grupami bojowymi, które w lipcu 1929 roku zbuntowały się przeciwko komunistom, ze względu na konflikty powstałe w zakresie dowodzenia i podziału zaopatrzenia. Buntownicy zostali pokonani, a ich liderzy zginęli. Pozostali przy życiu rebelianci dołączyli do jednostki Penga. Liczba żołnierzy oddziału wzrosła tym samym z 800 do 2000. Peng zorganizował serię coraz bardziej ambitnych ataków w południowej prowincji Hunan, zdobywając coraz większą ilość zaopatrzenia i przyciągając znaczną liczbę rekrutów.
13 lipca 1930 roku lider KPCh, Li Lisan zalecił zajęcie jednej ze stolicy prowincji, co miało być sygnałem dla ogólnokrajowej rewolucji. Peng wziął to zalecenie na poważnie i 25 lipca przeprowadził atak na Changshę, będącą stolicą Hunan. Wraz z 17 tysiącami żołnierzy i 10 tysiącami partyzantów 30 lipca przełamał obronę miasta. 1 sierpnia komuniści Penga ogłosili utworzenie Rządu Radzieckiego Prowincji Hunan. 5 sierpnia nastąpiła kontrofensywa KMT w sile 35 tysięcy żołnierzy. Oddziały komunistów straciły w bitwie 7500 żołnierzy i zostały zmuszone do wycofania się do Jinggang. Do ponownej próby zajęcia stolicy prowincji doszło w następnym miesiącu, co jednak nie udało się, a Peng pod koniec roku wycofał się swoje siły na prokomunistyczne tereny w Jiangxi.
Peng był jednym z najważniejszych generałów uczestniczących w obronie Jiangxi. Jego sukcesy dowódcze przyćmiewał jedynie Lin Biao. 7 listopada 1931 roku Peng został wybrany do Centralnej Komisji Wojskowej i Centralnego Komitetu Wykonawczego partii. Był to pierwszy tak wysoki awans tego dowódcy w ruchu komunistycznym. Gdy władzę w Jiangxi przejęła przeszkolona w ZSRR grupa 28 bolszewików, dalsza kariera Penga została zahamowana. Sytuacja zmieniła się w sierpniu 1933 roku, gdy został on wybrany wiceprzewodniczącym Centralnej Komisji Wojskowej, a w styczniu kolejnego roku został mianowany zastępcą członka Komitetu Centralnego KPCh. W sierpniu 1933 roku przedarł linię obrony KMT, zajmując duży obszar zachodniej prowincji Fujian i przejmując pokaźne składy broni i amunicji.

#### Długi Marsz
W październiku 1933 roku siły Czang Kaj-szeka w liczbie 800 tysięcy żołnierzy okrążyły liczącą 150 tysięcy chińską Armię Czerwoną. Jednostki Penga poniosły ciężkie straty, kurcząc się do 20-35 tysięcy ludzi. 20 października 1934 roku komuniści zadecydowali o rozpoczęciu odwrotu z okrążonych terenów (Długi Marsz). Siły Armii Czerwonej swój cel, jakim było Shaanxi, osiągnęły dopiero 20 października 1935 roku. Długi Marsz przeżyło tylko około trzech tysięcy żołnierzy Penga.
W styczniu 1935 roku w trakcie partyjnej konferencji w Zunyi Peng opowiedział się za przejęciem władzy przez Mao. W kwietniu 1937 roku został mianowany wicedowódcą wszystkich sił komunistycznych, a nad nim stał jedynie dowódca naczelny którym był wówczas Zhu De. Awans Penga wsparł Lin Biao który już w maju 1934 roku stał się jego stronnikiem w wojsku. Lin próbował nawet wpłynąć na dowództwo Armii Czerwonej aby te na dowódcę naczelnego wybrało Lina, nie zgodził się na to jednak sam Mao bojący się utraty własnej pozycji.
W październiku 1935 roku po dużej bitwie między KMT a Armią Czerwoną, Mao poświęcił Pengowi wiersz. Utwór został opublikowany dopiero w 1947 roku . W 1936 roku amerykański dziennikarz Edgar Snow przeprowadził wywiad z Pengiem, który umieścił następnie w swojej książce o tytule Red Star Over China. Rozdział poświęcony Pengowi był obszerniejszy niż rozdziały poświęcone innym osobom z wyjątkiem samego Mao.

#### Wojna chińsko-japońska

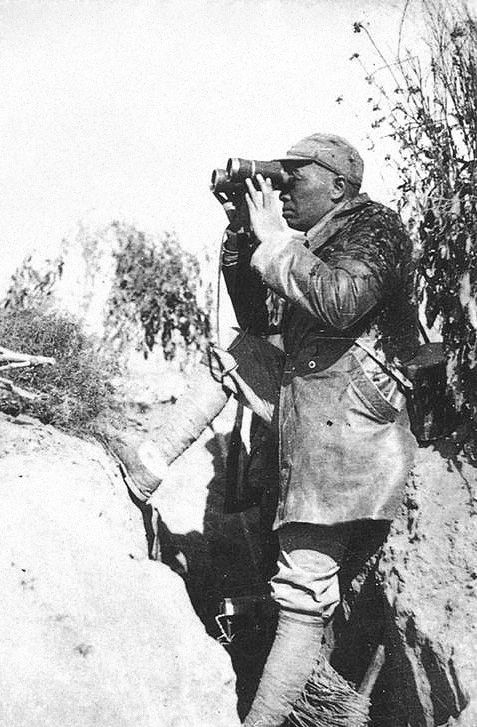
Peng w trakcie wojny z Japonią

Po incydencie na moście Marco Polo, Chiny i Japonia rozpoczęły ze sobą długotrwałą wojnę. Kuomintang i KPCh nawiązały ze sobą taktyczny sojusz antyjapoński. Peng odrzucił tezę Mao, jakoby Armia Czerwona powinna oszczędzać swoje siły przygotowując się do dalszej kontynuacji wojny domowej, i wraz z innymi wojskowymi przeforsował postulat konieczności walki z Japończykami w sojuszu z KMT. Po ataku Japończyków na Shanxi, Peng wraz z Zhu De dowodził obroną prowincji. Pod koniec 1938 roku założył bazę w Taihang Shan, skąd koordynował antyjapońskie działania partyzanckie i dowodził swoją liczącą 100 tysięcy żołnierzy armią.
W lipcu 1940 roku rozpoczął antyjapońską ofensywę, w której wzięło udział 200 tysięcy żołnierzy chińskiej Armii Czerwonej i 200 tysięcy partyzantów komunistycznych. Od 20 sierpnia do 5 października 1940 roku siły komunistyczne zadały Japończykom ciężkie straty, co skłoniło Japończyków do kontratak. Kontratak odparty został na początku grudnia, a cała akcja okazała się wielkim sukcesem dowódczym Penga – Japończycy stracili około 20 tysięcy żołnierzy (według źródeł zagranicznych). Pod koniec 1941 roku Peng wycofał się ze swojej bazy w Taihangshan i przeniósł do Yan’an. W tym czasie z rozkazu Mao został poddany kampanii politycznej indoktrynacji, która spowodowana była zbyt dobrymi relacjami z KMT. Akcja nie udała się, a Peng stracił wiele dotychczasowych funkcji, co miał Mao za złe do końca życia. Od 1942 do 1945 rola Penga w wojnie była głównie polityczna. W czerwcu 1944 roku był częścią zespołu, który spotkał się z amerykańskimi wojskowymi zbierającymi informacje o sytuacji wojskowej w okupowanych przez Japończyków obszarach Chin.

#### Porażka Kuomintangu
Japończycy poddali w dniu 3 września 1945 roku. Zakończenie wojny chińsko-japońskiej rozpoczęło ostatni etap wojny domowej. W październiku Peng objął dowództwo armii Czerwonej w północnych Chinach i Mongolii Wewnętrznej przyjmując tam kapitulację japońskich żołnierzy. W marcu 1946 roku siły komunistyczne (liczące wtedy 1,1 miliona żołnierzy) przyjęły nazwę Chińskiej Armii Ludowo-Wyzwoleńczej. Sam Peng objął dowództwo nad 175 tysiącami żołnierzy, z których większość w trakcie wojny z Japonią pozostawała pod dowództwem He Longa – stąd też He stał się najbliższym współpracownikiem Penga.
Siły Peng były najsłabiej uzbrojoną częścią ChAL-W mimo to wyznaczono je do chronienia obszaru wokół stolicy komunistów, Yan’an. Stolica najechana została w marcu 1947 roku przez liczące 260 tysięcy żołnierzy oddziały generała KMT, Hu Zongnana. Siły Hu były jednymi z najlepiej wyszkolonych i zaopatrzonych jednostek nacjonalistów. Siły Penga zostały uratowane przez skuteczne działania komunistycznego wywiadu, który zebrał informacje na temat planów Hu co umożliwiło komunistom bezpieczne wycofanie się (wbrew zaleceniom Mao) z tego obszaru wraz z czołowymi przywódcami partii. 4 maja oddziały Penga zaatakowały magazyn zaopatrzenia w północno-wschodniej prowincji Shaanxi. Żołnierze przechwycili rezerwy żywności, broń (w tym liczną artylerię) i amunicję. Początkowo siły komunistów zostały zepchnięte do granicy Mongolii Zewnętrznej, jednak umiejętności dowódcze Penga pozwoliły na ostateczne rozbicie wojsk Hu w sierpniowej bitwie pod Shajiadian, w której udało się uratować przed wojskiem KMT członków Komitetu Centralnego partii w tym Mao Zedonga. Peng rozbił ostatnie siły KMT w Shaanxi w lutym 1948 roku.
W latach 1947–1949, siły Penga zajęły Gansu, Ningxia i Qinghai. Jego wojska wielokrotnie pokonały oddziały Hu Zongnana i Ma Bafanga, komuniści nie dali jednak rady ostatecznie ich zlikwidować w rezultacie czego po porażce w wojnie domowej w grudniu 1949 nacjonaliści z tych oddziałów wycofali się na Tajwan. Peng zajął również Xinjiang, który stał się następnie miejscem partyzanckiej rebelii islamistów. Gdy 1 października 1949 roku została proklamowana Chińska Republika Ludowa, Penga mianowano przewodniczącym Okręgu Wojskowego Chin Północno-Zachodnich Komisji Wojskowej i komisarzem politycznym Sinciangu. Tym samym strefą wpływów Penga w nowym państwie stały się regiony Sinciang, Shaanxi, Gansu, Qinghai i Ningxia.

### Wojna koreańska

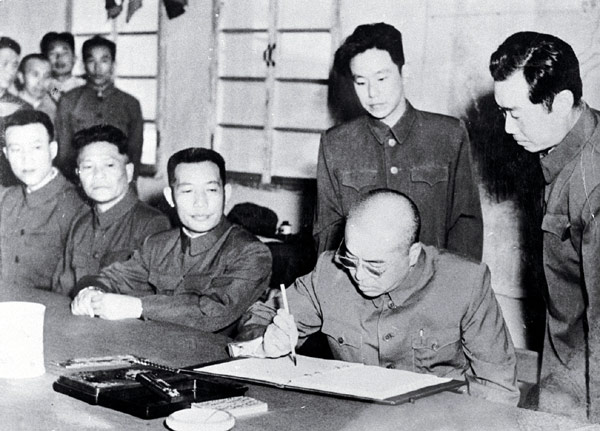
Peng podpisujący rozejm kończący wojnę koreańską. Panmundżom, 27 lipca 1953

25 czerwca 1950 roku wybuchła wojna koreańska. W letniej kampanii Korea Północna rozbiła większość sił Korei Południowej. Po przeforsowaniu poparcia ze strony ONZ, Stany Zjednoczone otwarcie zaangażowały się w konflikt koreański i 15 września przeprowadziły desant w Inczonie. 1 października „siły ONZ” skupione wokół Amerykanów przekroczyły 38. równoleżnik. Amerykańska okupacja obszaru KRLD zaniepokoiła chińskie przywództwo. Mao Zedong i Zhou Enlai uznali, że konieczna jest bezpośrednia interwencja wojskowa, choć większość pozostałych liderów twierdziło, że Chiny nie powinny bezpośrednio przyłączać się do konfliktu, jeśli ChRL nie zostanie zaatakowana. Z inicjatywy rządu utworzona została formacja Chińskich Ochotników Ludowych, której celem było wsparcie wojsk KRLD. Mao urząd dowódcy tej formacji jako pierwszemu zaoferował Lin Biao, ten jednak odmówił ze względu na zły stan zdrowia.
Po odmowie Lina, Mao poprosił o przejęcie dowództwa Penga. Wojskowy w trakcie spotkania w Pekinie przystał na tę propozycję. 5 października został mianowany naczelnym dowódcą i komisarzem Ochotników Ludowych, a funkcje te sprawował aż do zawieszenia broni w 1953 roku. Peng nie był jednak zupełnym dowódcą wojsk chińskich w konflikcie, Mao kierował bowiem ogólną strategią Chin a Zhou odpowiedzialny był za koordynowanie współpracy sił Penga z rządem ZSRR, resztą chińskiego rządu i Kim Ir Senem.
Peng siedzibą Ochotników Ludowych ustanowił Shenyang, skąd wraz z oficerami przygotowywał plany interwencji. Po negocjacjach Lina i Zhou z Józefem Stalinem mającymi na celu wynegocjowanie sowieckiego wsparcia, 18 października Peng na konferencji pekińskiej wraz z Mao, Zhou i Gao Gangiem zdecydowali o przejściu 260 tysięcy chińskich żołnierzy do Korei. Interwencja rozpoczęła się w nocy 19 października. Do pierwszej konfrontacji zbrojnej Chińczyków z wojskami ONZ doszło 25 października w Onjong i Unsan. Starcia okazały się sukcesem i zmusiły Amerykanów do wycofania się na południe od rzeki Ch'ŏngch'ŏn-gang. 24 listopada skierował 300 tysięcy żołnierzy w drugą fazę kampanii. Chińczykom udało się zająć tereny na północ od 38. równoleżnika. W czasie kolejnej amerykańskiej ofensywy w marcu 1951 roku zostali zmuszeni do odwrotu, ponosząc przy tym poważne straty. Czwarta faza kampanii z 22 kwietnia – 10 czerwca z udziałem 548 tysięcy żołnierzy doprowadziła do tymczasowego zajęcia Seulu, z którego wkrótce Chińczycy ponownie zostali wyparci do 38. równoleżnika. W trakcie wojny koreańskiej Peng wykazał się nadzwyczajnymi umiejętnościami dowódczymi, mimo to w okresie rewolucji kulturalnej hunwejbini uznali go za „nieudolnego” dowódcę, który „lekceważył kierunek działań wojennych wyznaczony przez Mao”. Współcześnie odrzucono te oskarżenia jako bezpodstawne.
Straty w ciągu pierwszego roku wojny były dość duże ze względu na niewielkie wsparcie radzieckie. USA miały pełną przewagę w powietrzu. 19 listopada 1951, Zhou zwołał konferencję w Shenyang, aby omówić udoskonalenie sieci logistycznej w Chinach. Konferencja jednak nie przyniosła widocznych rezultatów. Wojna przedłużała się nie dając żadnej ze stron wyraźnej przewagi. Rozmowy na temat rozejmu zaczęły się 10 lipca 1951 i ciągle się przedłużały. W kwietniu 1952 roku Peng został odwołany do Chin z powodu choroby. 27 lipca 1953 roku osobiście podpisał porozumienie o zawieszeniu broni w Panmundżom. Porozumienie to zakończyło walki wojny koreańskiej. 31 lipca na masowym wiecu w Pjongjangu, Kim Ir Sen w dowód zasług nagrodził chińskiego generała najwyższymi północnokoreańskimi odznaczeniami wojskowymi i tytułem Bohatera Koreańskiej Republiki Ludowo-Demokratycznej. Peng otrzymał również triumfalne powitanie na placu Tian’anmen 11 sierpnia. Chińscy żołnierze pozostali w Korei Północnej do 1958 roku.

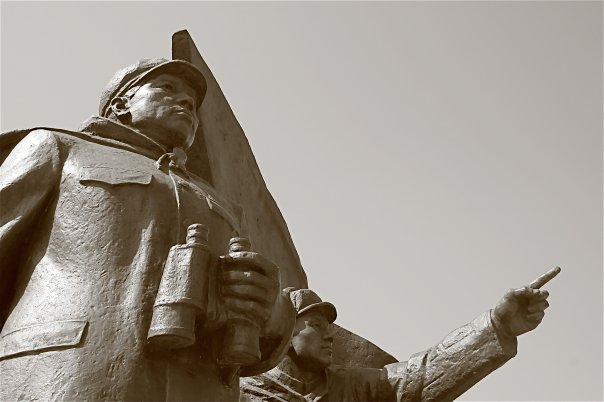
Pomnik Penga stojący współcześnie na granicy ChRL i KRLD w miejscu w którym chińskie wojska przekroczyły granicę między krajami w 1950 roku

Doświadczenia Penga w wojnie koreańskiej silnie wpłynęły na jego poglądy w następnych dekadach. Straty poniesione w pierwszym roku wojny przekonały go, że rzeczą konieczną dla chińskiej armii jest wprowadzenie nowoczesnego uzbrojenia i standardów, a szkolenie ideologiczne powinno być mocno ograniczone na rzecz szkolenia wojskowego. Generał uznał, że dowódcy wojskowi powinni mieć wiodący prym nad komisarzami. Ponieważ jedynym krajem socjalistycznym w pełni przygotowanym do nowoczesnej wojny był Związek Radziecki, Peng widział w Armii Radzieckiej wzór dla rozwoju ChAL-W. Poglądy te, jak i przekonanie Penga, że podstawową rolą partii komunistycznej jest poprawa dobrobytu zwykłych ludzi, były sprzeczne z celami politycznymi Mao i przyczyniły się do ich konfliktu.

### Minister obrony
Po powrocie do Chin w 1952 roku rozpoczął pracę w Centralnej Komisji Wojskowej. Na wiosnę 1954 roku został zatwierdzony jako wiceprzewodniczący owej Komisji (Mao był jej przewodniczącym) stając się najważniejszym rangą dowódcą wojskowym Chińskiej Republiki Ludowej. Pierwszy Krajowy Kongres Ludowy z 25 września potwierdził pozycję Penga i wyznaczył go na ministra obrony oraz jednego z dziesięciu wiceministrów Rady Państwa. 1 października 1954 roku, przyszły marszałek ogłosił ambitny plan modernizacji ChAL-W według radzieckiego modelu wojskowości.

#### Aktywność polityczna
Od 1934 roku zastępcą członka Komitetu Centralnego, pełnoprawnym członkiem od 1938, a od 1945 członkiem Biura Politycznego. W listopadzie 1953 roku jego pozycja wzrosła, a on sam był w stanie uczestniczyć w regularnych spotkań politycznych i stał się aktywny w polityce wewnętrznej. Peng od konferencji w 1935 roku aż do tego czasu wspierał Mao. Peng i Lin Biao wspólnymi siłami doprowadzili do odsunięcia od władzy proradzieckiego Gao Ganga i zastąpienia go przez Liu Shaoqiego. W tym czasie Mao nie podejmował żadnych działań skierowanych przeciwko generałowi, a ten poparł wysiłki przywódcy zmierzające do kolektywizacji rolnictwa. Wraz z politykami takimi jak Liu Shaoqi, Zhu De, Lin Biao, Lin Boqu i Luo Ronghuan, sprzeciwił się próbie liberalizacji kultury i polityki Mao jaką była Kampania stu kwiatów.
Pod koniec lat 50. stał się bardzo niechętny wobec osoby Mao uważając że stara on się zbudować wokół siebie mit nieomylnego bohatera odpowiedzialnego za wszystkie zwycięstwa komunistów. Podziw Penga dla skromności i prostoty kontestował kult jednostki. Peng sprzeciwiał się wieszaniu portretów Mao w urzędach czy śpiewaniu pieśni na jego cześć. W jednej ze swoich książek celowo usunął wzmianki o Towarzyszu Mao Zedongu. Starał się zlikwidować kult Mao w armii i pozycje komisarzy politycznych. W ramach przygotowań do VIII Kongresu Narodowego, która odbyła się we wrześniu 1956 roku, Peng udzielił komisji Biura Politycznego przeredagować nową konstytucję partii sugerując usunięcie z preambuły wszelkich wzmianek odnoszących się do postaci Mao. Liu Shaoqi, Deng Xiaoping, Peng Zhen i większość innych starszych członków KPCh zgodziło się na jego wniosek. Na Kongresie został ponownie powołany na pełnoprawnego członka Komitetu Centralnego i Biura Politycznego. Peng miał też pretensję do Mao dotyczące jego stylu życia. Uważał, że przywódca żyje w luksusie niegodnym komunisty. Generał natomiast żył zawsze w skromnych warunkach.

#### Aktywność wojskowa
Pierwszą ofensywę po zostaniu ministrem obrony przeprowadził w styczniu 1955 roku gdy zaatakował i zajął łańcuch wysp będących częścią Zhejiang. Wyspy te były wówczas pod kontrolą KMT którego oddziały partyzanckie od czasu do czasu organizowały wypady w stronę Szanghaju. Udana operacja Penga przyczyniła się do porozumienia obronnego tajwańsko-amerykańskiego które zapobiegło zupełnego pokonania Kuomintangu przez komunistów.
Wziął udział w licznych podróży zagranicznych na całym świecie komunistycznym. W maju 1955 roku odwiedził NRD, Polskę i ZSRR. Na miejscu spotkał się z przywódcami partii (Wilhelm Pieck, Józef Cyrankiewicz, Nikita Chruszczow) i z radzieckimi marszałkami – Gieorgijem Żukowem i Konstantym Rokossowskim. We wrześniu 1955 roku przyjechał do Polski i ZSRR gdzie jako obserwator wziął udział w podpisaniu Układu Warszawskiego. W dniach 2 listopada – 3 grudnia 1957 odbył kolejną wizytę w Związku Radzieckim. 24 kwietnia – 13 czerwca 1959 odbył tournée, w trakcie którego zapoznał się z wojskowością państw takich jak Polska, NRD, Czechosłowacja, Węgry, Rumunia, Bułgaria, Albania, Związek Radziecki i Mongolia.
Po powrocie z pierwszego tournée za granicą, we wrześniu 1955 roku, zaczął poważnie realizować program reform (Czterech Wielkich Systemów) obejmujący wdrożenie standardowych stopni wojskowych, wynagrodzeń, nagród i zasad poboru. W dniu 23 września 1955 roku Rada Państwa przyznała Pengowi tytuł marszałka armii, a więc najwyższy stopień wojskowy Chin (stopień ten otrzymało ogółem 10 osób). Jako minister otrzymał szereg medali za osiągnięcia w chińskiej wojnie domowej i udział w wojnie z Japonią. Do września 1956 roku w strukturze chińskiej armii zakorzenione zostało ściśle szkolenie, profesjonalizm armii, dyscyplina i opanowanie nowoczesnego sprzętu. Rola komisarzy politycznych znacznie zmalała i zaczęli oni podlegać dowódcom wojskowym.
Mao stał w opozycji do reform Penga, najpierw jednak skoncentrował swoje niezadowolenie na innych marszałków – Liu Bochenga i Luo Ronghuana – których oskarżył o dogmatyzm (zastosowanie przez nich metod przyswajanych bezkrytycznie z ZSRR). W 1958 roku Mao przekonał Penga o konieczności utrzymania równowagi między profesjonalizmem wojskowym i polityczną indoktrynacją, a Peng współpracował z przywódcą w odsunięciu od wysokich funkcji Liu i Luo. Usunięcie Liu kosztowało utratę przez Penga poparcie wielu innych przywódców wojskowych.
Peng był jeszcze dowódcą chińskich sił zbrojnych, gdy Mao nakazał ostrzał wysp Kinmen i Mazu Liedao należących do rządu KMT na Tajwanie. Późnym latem i jesienią 1958 roku Peng opracował wraz z szefem sztabu Su Yu, strategię intensywnych bombardowań wysp do czasu aż morale ich obrońców upadną i doprowadzą do ich kapitulacji. Po kapitulacji wysp, ChAL-W miała wykorzystać je do ataku na Tajwan. Ostrzał rozpoczął się 28 sierpnia i miał na celu odciąć dostawy powietrzne i morskie na archipelagach. Kampania natknęła się na niespodziewane trudności. Związek Radziecki nie zgodził się na poparcie ChRL, a Stany Zjednoczone zapewniły Tajwanowi pomoc. W rezultacie Peng zaczął stopniowo wycofywać się z akcji.

### Odsunięcie od władzy

#### Wielki skok naprzód
Jesienią 1957 roku Mao zaproponował ogólnokrajowy program masowej kolektywizacji, w ramach którego rolnicy w Chinach będą przymusowo do dużych gmin rolniczych, a cały majątek prywatny miał być znacjonalizowany. Teoria masowej kolektywizacji Mao stała się podstawą Wielkiego skoku naprzód – narodowego planu gospodarczego rozpoczętego w 1958 roku. Plan okazał się wielką porażką. Gigantyczne straty w rolnictwie doprowadziły do tego, że w grudniu 1958 roku przywódcy Chin postanowili odwrócić politykę Wielkiego skoku. Sam Peng nie sprzeciwiał się kolektywizacji Mao w pierwszej fazie Wielkiego skoku, jednak z czasem, gdy problemy, które wywołała reforma, były coraz bardziej widoczne, stał się coraz bardziej krytyczny względem gospodarczej wizji maoizmu. Na dodatek w lutym 1958 roku Peng z okazji 40. rocznicy utworzenia radzieckiej Armii Czerwonej wygłosił przemówienie w którym zasugerował zwiększonej współpracy wojskowej między Chinami i ZSRR. Mao odrzucił tę propozycję i zaczął przekonywać Lin Biao do zasępienia Penga na stanowisku ministra obrony, a w ramach Wielkiego skoku nakazał utworzenie milicji która kontrolowana byłaby przez członków partii i działała niezależnie od wojska, dokonując uzbrojenia i szkoleń dziesiątek milionów cywili.
W 1958 roku Peng otwarcie i publicznie skrytykował Mao, a na jesień tego roku napisał wiersz, w którym potępił Wielki skok. Na posiedzeniu Biura Politycznego w Szanghaju, w dniach 25 marca – 1 kwietnia, Peng otwarcie skrytykował Mao w obecności przewodniczącego i oskarżył go o lekceważenie przywódców partii i rządu. W dniach 24 kwietnia – 15 czerwca Peng udał się na podróż po Europie Wschodniej celem przyjrzenia się wschodnioeuropejskiemu potencjałowi militarnemu. 24 maja spotkał się z Chruszczowem i według niektórych dowodów w rozmowie z radzieckim przywódcą skrytykował rządy Mao Zedonga co stało się ważną przyczyną do nagonki na Penga z okresu rewolucji kulturalnej. Nieobecność Penga w Chinach przez siedem tygodni pozwoliła Mao na rozprzestrzenienie dyskredytujących go plotek i budowę konkurencji wobec niego.

#### Konferencja w Lushan
VIII Plenum Komitetu Centralnego KPCh odbyło się w kurorcie Lushan w Jiangxi w dniu 2 lipca 1959 roku. Celem Plenum było omówienie stanowiska członków partii na temat Wielkiego skoku. Mao otworzył konferencję poprzez zachęcenie członków partii do wyrażenia krytyki i wyznaczenia błędów rządu z tego okresu. Obiecał przy tym, że nie zaatakuje za to żadnego członka partii. Sam Peng nie planował udziału w konferencji, jednak Mao osobiście zadzwonił do Penga i zaprosił go do udziału. Peng posłuchał Mao i udał się na konferencję.
Peng uczestniczył w spotkaniach grupowych na początku części konferencji, zdobywając poparcie wśród członków KPCh krytyką polityki Mao. Peng bez ogródek skrytykował starszych członków partii za to, że pozwolili na wprowadzenie Wielkiego skoku. Peng starał się osobiście spotkać z Mao celem przekonania go do zarzucenia prowadzonej dotychczas polityki, ten jednak nie zgodził się. Mao odebrał oskarżenia Penga jako osobisty atak na jego osobę. W efekcie Mao korzystając z poparcia swoich stronników przegłosował 16 sierpnia potępienie Penga jako lidera kliki antypartyjnej. Wezwał ponadto do usunięcia Peng ze stanowiska ministra obrony i wiceprzewodniczącego Komisji Wojskowej. Druga z przegłosowanych uchwał dotyczyła uznania Mao za czołową postać KPCh i wycofania się z Wielkiego skoku. Peng uznając prestiż Mao i w trosce o jedność partii poddał się samokrytyce. Peng pozostał członkiem partii i zachował miejsce w Biurze Politycznym (będąc jednak wykluczanym z udziału w jego obradach przez całe lata), będąc jednak realnie wykluczonym z chińskiej polityki.

### Późniejsze życie
We wrześniu 1959 roku Mao wybrał na ministra obrony Lin Biao, kończąc tym samym karierę wojskową Penga. Peng został przeniesiony na przedmieścia Pekinu, tracąc przy tym mundur marszałka i dekoracje wojskowe. Lin cofnął reformy Penga, znosząc wszelkie przywileje, usuwając z armii oficerów rzekomo sympatyzujących z ZSRR, kierując żołnierzy do pracy w niepełnym wymiarze godzin jako robotników przemysłowych i rolnych oraz indoktrynując siły zbrojne w myśl idei maoizmu. Nowy minister zwiększył też status komisarzy politycznych. System Lina dał wojskowym jasno do zrozumienia że partia ma faktyczną władzę nad armią. Lin wykorzystał armię do promocji maoizmu i jego bohaterów – samego Mao oraz innych działaczy. Sztandarowa okazała się uruchomiona w 1963 roku kampania „Ucz się od Towarzysza Lei Fenga”.

#### Częściowa rehabilitacja
Po przymusowym przejściu na emeryturę, Peng mieszkał sam pod stałym nadzorem ochroniarza, sekretarza i wojska. Jego żona pozostała w Pekinie ze względu na pracę na Uniwersytecie Pekińskim. Z powodu odległości małżonkowie widywali się dość rzadko. Strażnicy Penga pozwalali okolicznym rolnikom ciekawym osoby Penga na odwiedzanie go w jego domu, dopóki ten nie zaczynał narzekać na rządy Mao. Odwiedzała go także często rodzina, szczególnie mieszkające niedaleko siostrzenica Peng Meikui. Wolny czas marszałek poświęcał na remont swojego domu, pracę w ogrodzie, studiowanie teorii marksizmu, rolnictwa i ekonomii. Marszałek nie został całkowicie oczyszczony, pozwolono mu jednak na studiowanie wszystkich dokumentowy dystrybuowanych do członków Biura Politycznego i Rady Państwa których teoretycznie nadal był członkiem (nie mógł w nich uczestniczyć osobiście). W 1960 roku uczestniczył w państwowym pogrzebie Lina Boqu będącego jednym z założycieli KPCh.
Gdy coraz bardziej widoczne były błędy polityki ekonomicznej Mao, reputacja Penga wśród partyjnych liderów niechętnych Mao stopniowo odnawiała się. Jego sytuacja poprawiła się, gdy coraz większe wpływy w partii mieli Deng Xiaoping i Liu Shaoqi będący prywatnie jego przyjaciółmi. W listopadzie i grudniu 1961 roku po raz pierwszy marszałek dostał zgodę na opuszczenie miejsca zamieszkania. W styczniu 1962 roku odbyła się konferencja przywódców partyjnych na których ponownie poddano krytyce politykę gospodarczą Mao. Korzystając z okazji Peng napisał i wysłał list skierowany do Mao i Biura Politycznego w którym jeszcze raz skrytykował Wielki skok i stwierdził, że jego marginalizacja była błędem przewodniczącego. Wysiłki Liu i Denga celem pełnej rehabilitacji Penga nie odniosły sukcesu i mimo ich starań nie został on dopuszczony od udziału w Dziesiątym Plenum VIII KC KPCh, które odbyło się we wrześniu 1962 roku. W latach 1962–1965 Peng był zwolniony z aresztu domowego, jednak dalej żył w trudnych warunkach.
Mao obawiając się powrotu Penga do polityki, zlecił marszałkowi He Longowi zbadanie jego przeszłości, celem znalezienia dodatkowych powodów do krytyki polityka. He przyjął zlecenie Mao, jednak cenił Penga i celowo przez rok blokował złożenie swojego sprawozdania. Sytuację na korzyść Penga kształtował fakt, że prestiż Mao osłabł po tym, gdy opinia publiczna przyznała, że Wielki skok był błędem – w efekcie He złożył raport, w którym bronił Penga przed oskarżeniami Mao.
We wrześniu 1965 roku Mao zgodził się zrehabilitować Penga poprzez promowanie go na stanowisko zarządzającego rozwojem przemysłu w południowo-zachodnich Chiny (projekt znany jako Trzeci Front). Peng początkowo odrzucił propozycję, jednak Mao spotkał się z nim osobiście i udało mu się przekonać go do objęcia tego stanowiska. Mao przeprosił też za jego potępienie na konferencji Lushan, uznając tę decyzję za swój błąd. Peng odpowiedzialny był za nadzór przemysłu (z naciskiem na rozwój przemysłu wojskowego i sieci logistycznych) w Syczuanie, Tybecie, Yunnanie i Guizhou. Uprawnienia te były znacznie mniejsze niż te które Peng posiadał przed 1959 roku, ale sygnalizowały powrót Penga do polityki krajowej. Pozostał on na tym stanowisku do sierpnia 1966 roku, jednak koniec jego kariery zapowiedział początek rewolucji kulturalnej, gdy hunwejbini (Czerwona Gwardia) rozpoczęli represje wobec swoich domniemanych wrogów ideologicznych.

#### Rewolucja kulturalna
Peng był jedną z pierwszych osób, które zostały poddane represjom przez Grupę Rewolucji Kulturalnej. Partia komunistyczna chciała chronić Penga jednak żona Mao, Jiang Qing kierując się osobistą niechęcią do Penga, wyreżyserowała akcje Czerwonej Gwardii w prowincji Syczuan. Lokalna Czerwona Gwardia działająca w Chengdu nie była entuzjastycznie nastawiona do zlecenia Jiang. 22 grudnia 1966 roku członkowie organizacji odwiedzili dom Penga i próbowali zastraszyć go, okłamując go na temat niedawnych aresztowań kilku jego przyjaciół i zbliżających się aresztowaniach Liu Shaoqi i Deng Xiaopinga. Na tym skończyła się akcja hunwejbinów. Niezadowolona Jiang zleciła zadanie pozbycia się Penga bardzo radykalnemu przywódcy Czerwonej Gwardii, Wang Dabinowi, który przybył do Chengdu 24 grudnia i oskarżył lokalnych działaczy o prawicowość i zdradę. Następnie, rankiem 25 grudnia przeprowadził akcję porwania i aresztowania Penga. Hunwejbini Wanga splądrowali też dom marszałka. Ochroniarze wojskowego przybyli na miejsce dopiero około 4:00 rano, spóźnili się jednak, gdyż w tym czasie marszałek był już uprowadzony.
Premier Zhou Enlai starał się uratować Penga przed Jiang, umieszczając go pod nadzorem wojska. Jeszcze tego samego dnia premier nakazał straży i wojsku dostarczyć Penga pociągiem (zamiast jak pierwotnie zakładano samolotem, lotniska w Syczuanie zostały bowiem zajęte przez Czerwoną Gwardię) do Pekinu, gdzie miał trafić do garnizonu wojskowego. Wang wraz z siłami Czerwonej Gwardii przybył do Pekinu, gdzie zaplanował paraliż transportu wojska, przejmując Penga. W styczniu 1967 roku Peng trafił do aresztu hunwejbinów. Lin Biao i Mao współpracując z frakcją Jiang Qing nakazali armii stworzyć grupę dochodzeniową badającą zbrodnie Penga. Peng został poddany szeregowi różnych szyderstw i nagonce, w której oskarżono go o rzekomą próbę puczu. Po incydencie z Wuhanu, w trakcie którego doszło do walk o miasto pomiędzy dwoma grupami sfanatyzowanych bojówek, sytuacja Penga jeszcze bardziej się pogorszyła i był on przedstawiany przez zwolenników Mao jako sztandarowy przykład nieudolności politycznej, służalczości względem innych mocarstw i rewizjonizmu.
Po katastrofie lotniczej z 1971 roku, w której zginął Lin Biao, będący jednym z największych przeciwników Penga, wojsko starało się poprawić sytuację marszałka. Jednak wieloletni areszt poważnie osłabił jego zdrowie fizyczne. Pod koniec 1972 roku Peng poważnie zachorował, prawdopodobnie na gruźlicę. W 1973 roku na krótko znalazł się w szpitalu, po czym powrócił do aresztu. Pozwolono mu jednak na odwiedzenie rodziny. Stan jego zdrowia znacznie pogorszył się w 1974 roku. Zmarł 29 listopada. Ciało marszałka zostało poddane kremacji, a prochy odesłane do Chengdu.

## Rehabilitacja
Kierownictwo KPCh starało się ukryć śmierć Penga, co z powodzeniem udawało się przez kilka lat. Represjom poddana została również żona Penga, Pu Anxiu, która została przeniesiona do obozu pracy. Do Pekinu mogła powrócić dopiero w 1978 roku, kiedy informacja o śmierci Penga została po raz pierwszy podana do publicznej wiadomości.
Mao zmarł w 1976 roku i wkrótce po tym zaczęła się walka o władzę w partii. Z walki zwycięsko wyszedł były sojusznik Penga, Deng Xiaoping. Jednym z pierwszych celów politycznych Denga była rehabilitacja członków partii, którzy zostali poddani represjom okresu rewolucji kulturalnej. Do roku 1978 wiele osób publicznych, w tym generał Huang Kecheng, agitowało za pośmiertną rehabilitacją Penga, na co rząd wyraził zgodę. Na III Plenum 11. KC KPCh Deng wygłosił przemówienie, w którym ogłosił rehabilitację Penga. Deng stwierdził również, że decyzja Mao oczerniająca Penga była „całkowicie błędna” i osłabiła wewnątrzpartyjną demokrację. Od stycznia 1979 roku partia zachęcała historyków i tych, którzy osobiście znali Penga, do pisania i wydawania pamiętników, opowiadań historycznych oraz artykułów wspominających jego postać. W 1980 roku sąd w Wuhanie skazał Wanga Dabina z Czerwonej Gwardii za bezprawne aresztowanie Penga w 1966 roku na dziesięć lat więzienia. W 1988 roku rząd wydał zestaw znaczków pocztowych z okazji dziewięćdziesiątej rocznicy urodzin polityka. We współczesnych Chinach Peng jest uważany za jednego z największych przywódców wojskowych XX wieku.